# 蜜月旅行 (专辑)

## Chemtrails over the Country Club
《蜜月旅行》（英語：Honeymoon），是美国歌手拉娜·德芮的第四張錄音室專輯，於2015年9月18日由新視鏡唱片和寶麗多唱片發行。由德芮和其長期合作者里克·諾爾斯和基隆·孟席斯一起製作。在曲風上，專輯比較接近首張主流專輯《生死相守》及迷你專輯《Paradise》的感覺。在歌詞上，專輯以浪漫、苦楚、慾望、逃避與暴力等作為題材。
這張專輯發行後，獲得樂評家整體正面的評價，并出現在許多出版物的2015年年度最佳專輯排名榜中，並被許多樂評家讚頌為是其生涯至今最好的專輯。專輯發行首週以約116,000張的專輯等價單位登上美國告示牌二百強專輯榜亞軍位置，並登上澳洲、希臘及愛爾蘭排行榜冠軍位置。專輯至今發行了兩首單曲〈海邊狂歡〉和〈美男子的主題曲〉。
德芮並未為專輯宣傳進行電視演出或亮相電視節目接受訪問，而是透過不同的印刷媒體訪問、音樂錄像帶、與歌迷的見面會以及社交媒體等方式進行專輯。

## 創作背景
2014年6月，在《暴力美學》發行後，德芮開始進行新的創作工作，分別為添·布頓執導電影《大眼睛》撰寫了兩首歌曲〈Big Eyes〉和〈I Can Fly〉，並在2014年12月3日釋出兩首歌的完整版。2014年12月，在與《Galore》雜誌的訪問中，德芮提到自己除了剛為電影寫完歌曲亦已開始製作下一張專輯，並透露丹·希斯與里克·諾爾斯作為製作人與自己的摯友，與他們一起總能創造出新事物。2015年1月，德芮透過《告示牌》確認自己正在製作第四張錄音室專輯，並將於同年正式發行這張名為《蜜月旅行》的新專輯。她亦同時透露已經完成錄製了可能收錄於新專輯的9首歌曲，以及翻唱了妮娜·西蒙的歌曲《不要讓我被誤解》。在與雜誌《告示牌》的訪問中，德芮提到新專輯將與前作《暴力美學》感覺有所不同，但與首張主流專輯《生死相守》及迷你專輯《Paradise》的感覺更相似，並說明這個過程「循著我很喜歡的方向發展。我很享受沉浸在這種更加陰暗的感覺中，這感覺很好」。2015年6月，德芮透過Instagram的個人帳戶上傳了專輯同名歌曲《蜜月旅行》的歌詞圖片，並標註了與歌曲同名的Instagram新帳戶。而新帳戶則發佈了同名歌曲的首支片段。兩天後，德芮在「無盡的夏季巡迴演唱會」的佛羅里達州西棕櫚灘場次上作專輯同名歌曲的首次公開演出。

## 词曲
德芮與里克·諾爾斯參與了《蜜月旅行》除了間奏曲〈燃燒吧 諾頓（插曲）〉與翻唱曲〈不要讓我被誤解〉以外所有歌曲的創作，而基隆·孟席斯則參與了歌曲〈海邊狂歡〉的創作。在曲風上，《蜜月旅行》被描述為“宏大的、電影化的巴洛克流行音樂”，“優雅憂鬱的夢幻流行”，和一個重回德芮首張專輯《向死而生》的“電影化神遊舞曲”複古風格的作品。，不一而足。這張專輯融入了陷阱音樂、藍調和爵士樂。 專輯的製作被認為包含嘆息，耳語，細微分層的聲樂，懶散的旋律，衰減的合成音樂，迴聲吉他弦，弦樂器和鼓。這張專輯被描述為德芮最複雜的專輯。在歌詞上，這張專輯的內容涉及令人痛苦的浪漫、苦澀、慾望和暴力。
專輯同名歌曲拉開了這張專輯的序幕，它是一首巴洛克流行和靈魂樂的歌。《時代》以「充滿電影感」形容歌曲，並認為歌曲風格比起與黑鍵樂隊成員丹·奧爾巴赫製作的《暴力美學》較接近以前的作品《向死而生》 。第二首歌曲〈美男子的主題曲〉是一首慢板歌曲，德芮於歌曲以近乎低聲詠唱的方式使音色顯得具催眠性。德芮曾透露這是她於專輯中最喜愛的歌曲之一。第三首歌曲〈泰倫斯愛你〉同樣是德芮於專輯中最喜愛的歌曲之一。歌曲的伴奏包括鋼琴、弦樂以及帶悲鳴感的色士風，並被《滾石》形容為「具催眠性」。歌曲的歌詞表達了一個女人對於舊愛的不捨，二人曾經相處的時光與回憶就像影子一樣跟隨著她於任何地方。第四首歌曲〈上帝知道我走過〉是專輯裡典型的悲傷歌曲，在製作上充滿在炎熱的黃昏時候的蟋蟀叫聲，並被《Spin》形容為專輯裡最消沉、同時亦最閃爍的時刻。
第五首歌曲〈海邊狂歡〉是一首中板陷阱歌曲，曲風較接近專輯《生死相守》裡的神遊舞曲風格，並使用了合成器、打擊樂器等作伴奏。歌曲的歌詞表達了當一段關係產生問題以及對媒體的憤怒的雙重意思。第六首歌曲〈怪胎〉是一首節奏極慢的歌曲，伴奏包括輕柔的合成貝斯、掃弦以及嘻哈風格的鼓點，並被《滾石》以歌手威肯的風格作比較。在歌詞上，歌曲對「怪胎」的忠誠被《數碼間諜》認為像上世紀90年代的節奏藍調歌曲的歌詞一樣坦率。第七首歌曲〈裝飾藝術〉是一首帶有矇矓節拍以及色士風即興重複的爵士風格抒情曲。歌曲的歌詞主題為「空虛與美式倦怠」，並曾被謠傳為寫給美國說唱歌手阿澤莉亞·班克斯的歌曲。德芮其後在接受雜誌《新音樂快遞》訪問時否認此傳聞，並解釋歌曲「其實是關於一群每晚出外的青少年」。第八首歌曲〈燃燒吧 諾頓（插曲）〉是專輯的間奏曲，由德芮於藝術搖滾風格的伴奏裡親自朗讀T·S·艾略特的詩歌《四個四重奏》的第一節摘錄。詩歌的主題為對於命運的沉思，並提出我們並未能控制目前發生的事。第九首歌曲〈宗教信仰〉為專輯裡最樂觀正面的情歌，旋律被《Her Daily》形容為醉人，並認為與《Paradise》裡的歌曲〈眾神與怪獸〉一脈相承。
第十首歌曲〈薩爾瓦多〉以小提琴伴奏以及笑聲的回音作引入，被形容是一首風流與恢宏的歌曲，並加入了一段意大利文歌詞。第十一首歌曲〈最黑的一天〉是專輯裡長度最長的歌曲。歌曲作為一首分手後的悲傷情歌，同時為專輯裡節拍比較快的一首歌曲，而且擁有像《生死相守》歌曲一樣豐富的伴奏。在歌詞上，歌曲主要描述了哀傷的階段。歌詞的首段主歌代表了哀傷的第一階段「否認」，而歌曲過門則代表了第二階段「憤怒」，歌曲的第二段主歌代表了哀傷的第三階段「討價還價」，而歌曲的最後則代表著哀傷的最後階段「接受」。第十二首歌曲〈24〉的伴奏包括鼓點、打擊樂器與小號等，並被形容為像上世紀60年代充滿電影感的撩人歌曲。第十三首歌曲〈告別曲〉是一首節拍較輕的歌曲。歌曲的歌詞表達了德芮已經到達自己的目標，現在希望變得自由，並表達了可能不會再歌唱下去的想法。專輯的結尾曲〈不要讓我被誤解為翻唱自妮娜·西蒙的歌曲，伴奏以風琴與音樂盒的上鏈作引入，其後加入了充滿電影感的管弦樂曲。在歌詞上，德芮表達自己也只是個普通人，希望大家能從正面上理解自己所說的話與做的事。

## 發行與宣傳
德芮在2015年5月透露《蜜月旅行》將於9月發布，並於8月14日確認發布日期定於9月18日。她於8月20日在前一天通過Instagram帳號发布说专辑发行的前一天可以在iTunes Store上进行預購。有別於其先前的錄音室專輯的發行方式，《蜜月旅行》僅以收錄14首歌曲的單一版本發行，而沒有發行多個收錄不同額外曲目的豪華版。專輯的標準版封面以德芮坐上星際之旅的摺篷汽車的身姿為主，而城市服裝的獨佔黑膠唱片封面版本則為德芮的大頭照。
德芮於2015年7月14日在YouTube上公開了專輯同名曲的錄像帶，錄像帶包括德芮本人的片段以及歌詞。德芮亦於同日公開了專輯的封面、曲目列表以及先行預約細節。封面上展示的數字為專輯特設的電話熱線的部分數字，在電話等候接通時能聽到專輯的間奏曲目〈燃燒吧 諾頓（插曲）〉，而接通後則可先行試聽專輯的宣傳單曲〈泰倫斯愛你〉。熱線亦於每週更新專輯的相關信息，並能收聽由德芮親自選擇的演講。9月8日，德芮在YouTube上公開了專輯的宣傳片段，包括歌曲〈泰倫斯愛你〉、〈美男子的主題曲〉、〈怪胎〉與〈海邊狂歡〉。
德芮並未為專輯宣傳進行電視演出或亮相電視節目接受訪問，而是透過不同的印刷媒體訪問、音樂錄像帶、與歌迷的見面會以及社交媒體等方式進行專輯。城市服裝於9月12日在旗下特定門市舉行了專輯的先行試聽會。試聽會完結後，互聯網上開始流傳專輯所有曲目的低音質試聽片段。9月15日，BBC廣播一台在節目「Hottest Record in the World」上首次公開歌曲〈薩爾瓦多〉，並與德芮進行訪問。專輯發行後，德芮於9月下旬在城市服裝旗下特定門市舉行了三場見面會以宣傳專輯。2016年2月9日，德芮於洛杉磯的威爾頓劇院上作〈怪胎〉的音樂錄像帶的首映。

## 單曲
〈海邊狂歡〉於2015年8月10日作為專輯首波主打單曲發行。歌曲的音樂錄像帶則於2015年8月13日正式公開。發行首週空降美國告示牌百強單曲榜第51位，成為其當時空降名次第二高的單曲。歌曲亦打進澳洲、英國、德國、西班牙等多個國家的單曲排行榜，並於法國單曲最高登上第14位。
〈美男子的主題曲〉於2015年9月9日於Apple Music的Beats 1電台公開，並於兩天後作為專輯第二首單曲發行。歌曲發行後最高登上法國單曲榜第117位以及英國單曲榜第186位。歌曲的音樂錄像帶則於2015年9月30日正式公開。
〈泰倫斯愛你〉於2015年8月21日先行提供數碼下載，作為專輯的首支宣傳單曲發行。歌曲發行後最高登上法國單曲榜第128位以及英國單曲榜第188位。專輯的同名曲〈蜜月旅行〉則於2015年9月7日作為專輯第二首宣傳單曲透過預約專輯發行，並於發行後最高登上法國單曲榜第154位。

## 專業評分
《蜜月旅行》獲得樂評家整體正面的評價，樂評網Metacritic根據31筆評分對此專輯評分78/100分，成為德芮專業評分最高的專輯。《獨立報》給了這張專輯四星評價（滿分五星），并發表評論說：「在去年《暴力美學》所展現的個人形象后，再次出現了一個複雜形象，更接近《生死相守》的主題。她的聲音傳遞不僅在整張專輯中保持不變，而且也是其主角的『聲音』；而有時可能是創傷性發展的情緒影響似乎有所阻礙，就好像經歷了一場有毒的陰霾。」《衛報》亦給予這張專輯四星評價（滿分五星），並發表評論說：「《蜜月旅行》擁有一種永恆性，以及比過往作品逗留時間更長的心思。」《PopMatters》亦讚揚專輯，評論說：「於四年間製作三張主流專輯已經讓拉娜·德芮成為一名藝術革新者，她無畏地從過去一個世紀的風格和實質中吸取了這些創意，擁有著完全原創、並且不可遙遠地預測的視野。」
《滾石》在專輯的力量上也有相似的想法，發表評論說：「無論她的意圖究竟是甚麼，這都讓她創作出了個人迄今為止最真摯而震顫人心的音樂。」《每日電訊報》給予這張專輯四星評價（滿分五星），稱專輯為「她至今最孤寂的一張專輯」，並評論說：「《蜜月旅行》從藝術性上顯得非常華麗，但作為流行專輯則感覺稍為平庸。」《今日美國》給予這張專輯三星評價（滿分四星），並讚揚專輯「展現出德芮的聲音以迷人的方式進步並變得更成熟。」《Pitchfork》給予這張專輯7.5分的評價（滿分10分），稱專輯為「她至今最黑暗的專輯」，並評論說：「《蜜月旅行》只是一張把她的從起始的想法綜合統一的專輯。」

### 年度排名
| 評論者/出版物 | 列表                                 | 排名   | 來源   |
| ------------- | ------------------------------------ | ------ | ------ |
| 告示牌        | 2015年25張最佳專輯                   | 21     | [ 81 ] |
| 新音樂快遞    | NME2015年度專輯                      | 7      | [ 82 ] |
| 滾石          | 2015年50張最佳專輯                   | 12     | [ 83 ] |
| 滾石          | 2015年20張最佳流行專輯               | 2      | [ 84 ] |
| 滾石          | Rob Sheffield2015年專輯排行榜前20名  | 14     | [ 85 ] |
| Spin          | 2015年50張最好專輯                   | 18     | [ 86 ] |
| 每日電訊報    | 2015年最佳流行和搖滾專輯             | 不適用 | [ 87 ] |
| 聖荷西信使報  | 2015年專輯排行榜前10名               | 4      | [ 88 ] |
| The Inquisitr | 2015年3張最佳專輯                    | 不適用 | [ 89 ] |
| 紐約時報      | Jon Caramanica2015年專輯排行榜前10名 | 9      | [ 90 ] |
| 新聞週刊      | 2015年專輯排行榜前20名               | 12     | [ 91 ] |

## 商業成績
《蜜月旅行》首週以約116,000張的專輯等價單位、其中包括約105,000張實銷銷量（專輯等價單位的90%數字）空降美國告示牌二百強專輯榜亞軍位置，僅次於德雷克與未來小子的合作混音帶《見證當下》。次週專輯的排行則下滑至第15位。截至2016年7月，專輯於美國售出超過233,000張。在加拿大，專輯首週空降加拿大專輯榜季軍，成為德芮在當地繼《生死相守》、《暴力美學》後連續第三張打進榜單前三位的專輯。
在英國，專輯首週空降專輯榜亞軍位置，僅次於大衛·吉爾摩同週發行的專輯《掙脫枷鎖》，中斷了德芮在當地從主流出道起擁有連續冠軍專輯的紀錄。專輯於2017年3月獲英國唱片業協會認證為金唱片，代表銷量超過10萬張。在澳洲，專輯首週空降澳洲唱片業協會榜冠軍位置，成為其繼《生死相守》、《暴力美學》後連續第三張冠軍專輯。在法國，專輯最高登上榜單季軍位置，成為其在當地連續第三張打進榜單前三位的專輯。專輯於2015年12月底獲法國唱片出版業公會認證為金唱片，代表銷量超過5萬張。
截至2016年8月，專輯於全球範圍售出約600,000張。

## 歌曲列表
歌曲中文名為中國大陸星外星與環球唱片引進版和台灣環球唱片引進版官方譯名。
| 曲序 | 曲目                                         | 词曲                                        | 时长 |
| ---- | -------------------------------------------- | ------------------------------------------- | ---- |
| 1.   | 蜜月旅行 Honeymoon                           |                                             | 5:50 |
| 2.   | 美男子的主題曲 Music to Watch Boys To        |                                             | 4:50 |
| 3.   | 泰倫斯愛你 Terrence Loves You                |                                             | 4:50 |
| 4.   | 上帝知道我走過 God Knows I Tried             |                                             | 4:40 |
| 5.   | 海邊狂歡 High by the Beach                   | 德芮、諾爾斯 、孟席斯                       | 4:17 |
| 6.   | 怪胎 Freak                                   |                                             | 4:55 |
| 7.   | 裝飾藝術 Art Deco                            |                                             | 4:55 |
| 8.   | 燃燒吧 諾頓（插曲） Burnt Norton (Interlude) | T·S·艾略特                                  | 1:21 |
| 9.   | 宗教信仰 Religion                            |                                             | 5:23 |
| 10.  | 薩爾瓦多 Salvatore                           |                                             | 4:41 |
| 11.  | 最黑的一天 The Blackest Day                  |                                             | 6:05 |
| 12.  | 24                                           |                                             | 4:55 |
| 13.  | 告別曲 Swan Song                             |                                             | 5:23 |
| 14.  | 不要讓我被誤解 Don't Let Me Be Misunderstood | 索爾·馬庫斯、本尼·本傑明、格洛麗亞·考德威爾 | 3:01 |

## 製作群
資料來自Allmusic：
- 拉娜·德芮 – 聲樂（所有曲目）、美樂特朗（英语：mellotron）（曲目6）
- 里克·諾爾斯 – 原聲吉他（曲目1、10）、電吉他（曲目2、4、6、9、10、14）、低音吉他（曲目1、6、7、9、10、12–14）、合成器（曲目1–7、9–13）、美樂特朗（曲目1、4、7、9、12、14）、鋼琴（曲目1–3、10、12）、風琴（曲目1、4、5、11、13、14）、電鋼琴（曲目4、12）、電子琴（曲目5）、打擊樂器（曲目10）、鋼片琴（曲目14）
- 基隆·孟席斯 – 合成器（曲目5、7、11）、鼓編程（曲目1、2、4–7、9、11、13）、合成低音（曲目4–6、11）、打擊樂器（曲目2、6、7、10）、取樣器（曲目2、4、5、11）、效果（曲目1、3、5）、回聲（曲目9、13）、工程
- 帕特里克·沃倫 – 管弦樂編排、管樂器、電子琴、編程
- 柯特·比斯科哈（英语：Curt Bisquera） – 現場鼓
- 布萊恩·格里芬 – 鼓
- 利昂·米契爾斯 – 管樂、電子琴、色士風
- 德瑞克"DJA"阿倫 – 打擊樂器
- 拉斯蒂·安德森（英语：Rusty Anderson） – 電結他、結他效果
- 大衛·列維塔 – 弦樂
- 羅恩"金髮男孩"泰勒 – 附加鼓
- 小羅傑·約瑟夫·曼寧（英语：Roger Joseph Manning Jr.） – 低音結他、全能和弦器
- 克里斯·加西亞 – 工程
- 安田特雷弗 – 附加編程、工程
- 菲爾·喬利 – 工程協助
- 艾麗斯·蘇菲亞 – 工程協助
- 艾默·戴·羅德 – 工程協助
- 喬希·特雷爾 – 工程協助

## 銷售榜單
| 排行榜（2015年）                          | 最高 名次 |
| ----------------------------------------- | --------- |
| 阿根廷（CAPIF專輯榜）                     | 6         |
| 澳大利亞（ARIA專輯榜）                    | 1         |
| 奧地利（奧地利Ö3專輯榜）                  | 4         |
| 比利時法蘭德斯（Ultratop專輯榜）          | 2         |
| 比利時瓦隆（Ultratop專輯榜）              | 2         |
| 巴西（ABPD專輯榜）                        | 2         |
| 加拿大（《告示牌》Canadian Albums Chart） | 3         |
| 克罗地亚（HDU国际專輯榜）                 | 11        |
| 捷克（ČNS IFPI專輯榜）                    | 6         |
| 丹麥（Hitlisten專輯榜）                   | 7         |
| 荷蘭（MegaCharts專輯榜）                  | 5         |
| 芬蘭（Suomen virallinen lista專輯榜）     | 12        |
| 法國（SNEP專輯榜）                        | 3         |
| 德國（Media Control專輯榜）               | 4         |
| 希臘（希臘IFPI專輯榜）                    | 1         |
| 匈牙利（MAHASZ專輯榜）                    | 14        |
| 愛爾蘭（IRMA專輯榜）                      | 1         |
| 義大利（FIMI專輯榜）                      | 2         |
| 日本（Oricon專輯榜）                      | 100       |
| 韓國（Gaon專輯榜）                        | 45        |
| 韓國（Gaon國際專輯榜）                    | 5         |
| 墨西哥（AMPROFON專輯榜）                  | 2         |
| 紐西蘭（RMNZ專輯榜）                      | 2         |
| 挪威（VG-lista專輯榜）                    | 6         |
| 波蘭（ZPAV專輯榜）                        | 3         |
| 葡萄牙（AFP專輯榜）                       | 2         |
| 蘇格蘭（OCC專輯榜）                       | 2         |
| 西班牙（PROMUSICAE專輯榜）                | 4         |
| 瑞典（Sverigetopplistan專輯榜）           | 3         |
| 瑞士（Schweizer Hitparade專輯榜）         | 3         |
| 台灣（五大唱片國際榜）                    | 1         |
| 英國（OCC專輯榜）                         | 2         |
| 美国（《告示牌》200）                     | 2         |

| 榜單（2015年）                    | 名次 |
| --------------------------------- | ---- |
| 澳洲（ARIA專輯榜）                | 74   |
| 比利時（Ultratop法蘭德斯專輯榜）  | 75   |
| 比利時（Ultratop瓦隆專輯榜）      | 72   |
| 墨西哥（AMPROFON專輯榜）          | 57   |
| 瑞士（Schweizer Hitparade專輯榜） | 77   |
| 英國（OOC專輯榜）                 | 100  |
| 美國（《告示牌》二百強專輯榜）    | 165  |

| 地區                                  | 认证 | 认证单位/销量 |
| ------------------------------------- | ---- | ------------- |
| 法国（法國唱片出版業公會）            | 金   | 50,000*       |
| 波兰（波蘭音像製造商協會）            | 白金 | 20,000‡       |
| 英国（英国唱片业协会）                | 金   | 105,409       |
| *僅含認證的實際銷量 ^僅含認證的出貨量 |      |               |

## 發行歷史
| 地區   | 日期           | 形式  | 廠牌     | 來源    |
| ------ | -------------- | ----- | -------- | ------- |
| 澳洲   | 2015年9月18日  | CD LP | 環球     | [ 148 ] |
| 加拿大 | 2015年9月18日  | CD    | 環球     | [ 149 ] |
| 法國   | 2015年9月18日  | CD LP | 寶麗多   | [ 150 ] |
| 德國   | 2015年9月18日  | CD LP | 眩暈柏林 | [ 151 ] |
| 意大利 | 2015年9月18日  | CD LP | 環球     | [ 152 ] |
| 波蘭   | 2015年9月18日  | CD    | 環球     | [ 153 ] |
| 英國   | 2015年9月18日  | CD LP | 寶麗多   | [ 154 ] |
| 美國   | 2015年9月18日  | CD LP | 新視鏡   | [ 155 ] |
| 英國   | 2015年9月23日  | LP    | 寶麗多   | [ 156 ] |
| 加拿大 | 2015年9月25日  | LP    | 環球     | [ 157 ] |
| 日本   | 2015年9月25日  | CD    | 環球     | [ 158 ] |
| 德國   | 2015年9月25日  | LP    | 眩暈柏林 | [ 159 ] |
| 波蘭   | 2015年9月25日  | LP    | 環球     | [ 160 ] |
| 波蘭   | 2015年9月29日  | LP    | 環球     | [ 161 ] |
| 法國   | 2015年9月30日  | LP    | 寶麗多   | [ 162 ] |
| 意大利 | 2015年10月2日  | LP    | 環球     | [ 163 ] |
| 美國   | 2015年11月20日 | 盒裝  | 新視鏡   | [ 164 ] |
| 法國   | 2015年12月4日  | 盒裝  | 寶麗多   | [ 165 ] |
| 德國   | 2015年12月11日 | 盒裝  | 環球     | [ 166 ] |
| 波蘭   | 2015年12月11日 | 盒裝  | 環球     | [ 167 ] |